# أكرض ندريس (أنمولين إضوضان)
أكرض ندريس هو دُوَّار يقع بجماعة أربعاء آيت أحمد، إقليم تيزنيت، جهة سوس ماسة في المملكة المغربية. ينتمي الدوّار لمشيخة أنمولين إضوضان التي تضم 61 دوار. يقدر عدد سكانه بـ 123 نسمة حسب الإحصاء الرسمي للسكان والسكنى لسنة 2004.

## روابط خارجية
- البوابة الوطنية للجماعات الترابية
- المندوبية السامية للتخطيط